# Delftsche Schaakclub
De Delftsche Schaakclub (DSC) is een Nederlandse schaakvereniging, opgericht op 17 december 1895 te Delft. DSC behoort tot de oudste en grootste schaakverenigingen van Nederland en is de grootste club binnen de Haagse Schaakbond, een onderbond van de Koninklijke Nederlandse Schaakbond.

## Geschiedenis

### 1895-1921: De oorsprong
Uit de eerste jaren van de vereniging is weinig bekend. In 1896 gaf de Leidenaar Johannes Esser, een van de sterkste Nederlandse schakers op dat moment, tot tweemaal toe een simultaan in Delft.
In 1910 werd besloten toe te treden tot de Nederlandse Schaakbond.
In 1919 trad de arbeidswet van Aalberse in werking; de arbeidstijden werden verkort en arbeiders kregen meer vrije tijd. Dit leidde twee jaar later tot de oprichting van een nieuwe schaakvereniging: de Delftsche Arbeiders Schaakclub (DASC). Voor DSC betekende dit een forse daling van het aantal leden.

### 1921-1939: De crisisjaren
In 1926 vond het eerste (open) Delfts kampioenschap plaats. De eerste kampioen werd de heer Meijer.
Ook de daaropvolgende jaren werd het Delfts kampioenschap georganiseerd, met uitzondering van het seizoen 1927/1928. Het ledental van DSC bleef echter dalen, zeker na de beurskrach in 1929. Was het ledental in 1925 nog 36, in 1932 was het gehalveerd en in 1933 waren het er nog 9. Het lidmaatschap van de Nederlandse Schaakbond werd opgezegd en voor het voortbestaan van de vereniging werd gevreesd.
Het is te danken aan Jhr. H. Strick van Linschoten dat de club niet verdwenen is.
Als schaakmeesters op tournee waren in Nederland logeerden ze vaak bij Strick van Linschoten. DSC profiteerde hiervan: een aantal grootheden heeft een simultaan gegeven: Spielmann, Fine, Szabó, Aljechin en de dameskampioene Sonja Graf. Door al deze activiteiten, die veel publiciteit opleverden, kwamen nieuwe leden naar de club. Vanaf dat moment kent DSC een lange periode van groei, alleen onderbroken door de bezetting.
Het seizoen 1934/1935 begon met een simultaan door de Hongaarse Andor Lilienthal. Een jaar later werd DSC weer lid van de Nederlandse Schaakbond en kwam met een tiental uit in de tweede klasse.
DSC nam vervolgens het initiatief om een van de partijen tussen Aljechin en Euwe in Delft te laten spelen onder auspiciën van DSC, in combinatie met een causerie door oud-wereldkampioen Dr. Lasker over de kansen van Euwe tegen Aljechin. Na afloop van de WK-match werd Euwe in Delft gehuldigd.
In 1937 werd ook een partij van de revanchematch in Delft gespeeld. Aljechin zette Euwe op een haast onoverbrugbare 9-13 achterstand.

### 1940-1945: De bezetting
In het voorjaar van 1943 bleek dat ook de schaakwereld te maken kreeg met de bezetter. De Algemeene Nederlandse Schaakbond, zoals de bond in de bezettingsjaren werd genoemd, had ingestemd met de verwijdering van Joodse leden. Onder hen de secretaris, wiens functie al in 1940 werd overgenomen door een NSB'er.
In de buitengewone ledenvergadering van DSC op 7 april 1943 deelden vier bestuursleden mede op te stappen. De vier bestuursleden waren niet de enigen die hun lidmaatschap opzegden. Na de buitengewone ledenvergadering werden de clubavonden noodgedwongen gestaakt.
In september 1943 werd een ledenvergadering gehouden. In de zomermaanden heeft Reichskommissar Seyss-Inquart ingegrepen. Hij wilde geen onrust in organisaties die geen gevaar waren voor de bezetter, en had de gevolmachtigde teruggetrokken. Max Euwe werd benoemd tot voorzitter van de landelijke schaakbond. Het gevolg was dat al de leden die hadden bedankt zich weer aanmeldden.
Aan het einde van de bezetting werd in het jaarverslag teruggeblikt. Het verslag begint met de verzuchting dat de bevrijding eindelijk een feit is. Ook DSC heeft geleden onder de bezetting. Diverse leden zijn naar Duitsland afgevoerd in krijgsgevangenschap of tewerkstelling. Geen van hen is daar omgekomen. Een viertal andere leden van DSC heeft deze periode niet overleefd. Een van hen was de heer A.M. Teitel, een van de sterkste spelers van de club. Hij is omgekomen in een concentratiekamp. De andere leden waren de heren E.H. Birnbaum, A.J. Knoop en J. Nieuwkamp.

### 1945-1960: Wederopbouw
Direct na de bezetting was er een enorme groei van het aantal leden. Na het jubileumjaar 1955 daalde het ledental. In 1959 werd een naoorlogs dieptepunt bereikt met 64 leden.
In de jaren 1945-1955 staken twee spelers met kop en schouders boven de rest uit: de heren Rijnsburger en Verhoeff. Jarenlang streden zij om het clubkampioenschap. De eerste jaren was de heer Rijnsburger ongenaakbaar. In 1955 verliet hij echter de club; hij emigreerde naar Zuid-Afrika. Daarmee verliet een van de sterkste schakers die DSC in haar historie heeft gekend de club. Na het vertrek van de heer Rijnsburger neemt de heer Verhoeff de voortrekkersrol over.
Aan het einde van de jaren 50 ontstond de jeugdafdeling van DSC. Het begon met een groepje jongens dat bij DSC informeerde of zij schaakles konden krijgen. Dit werd aangegrepen om een volwaardige jeugdafdeling op te zetten. Een van de eerste successen was de heer J. Berendse. Hij werd in 1959 op zeventienjarige leeftijd persoonlijk kampioen van de regio Den Haag in de promotieklasse.
DSC was na de bezetting een van de sterkste teams in de Haagse Schaakbond. Pas in 1950 werd voor het eerst de stap naar het landelijk niveau van de KNSB gezet. In 1952 wist DSC zelfs te promoveren naar de eerste klasse.

### 1960-1985: Een bloeiende vereniging
De jaren zestig begonnen met de promotie van het eerste team naar de tweede klasse KNSB. Het was enkele jaren daarvoor gedegradeerd, maar DSC was in de jaren die volgen een sterke club die zich kon meten met de subtop van Nederland. Deze periode wordt door DSC als een van de bloeiperioden van beschouwd.
In 1962 werd Ton Timman derde bij het persoonlijke jeugdkampioenschap van de HSB. De belangrijkste simultaansceance van dat jaar was die van Max Euwe, en de gebroeders Ton en Jan Timman boekten een winst en een remise tegen de voormalig wereldkampioen. Een jaar later won Jan Timman het persoonlijk jeugdkampioenschap van de HSB en plaatste zich daarmee voor het NK. Daar werd hij vierde.
In het seizoen 1965/1966 werd het eerste team kampioen en promoveerde na een afwezigheid van acht jaar weer naar de eerste klasse KNSB.
Jan Timman wist op het door DSC georganiseerde jeugdkampioenschap van Nederland beslag te leggen op de eerste plek.
Het volgende seizoen eindigde het eerste team op een derde plek in de competitie. Jan Timman groeide alleen maar door. Hij werd wederom Nederlands kampioen, en bereikte in de finaleronde van het jeugdwereldkampioenschap schaken een derde plaats.
Aan het einde van de jaren 70 kwam de bloeiperiode tot een einde en daalde het ledental weer. In 1983 waren er nog slechts 71 leden over.

### 1985-1999: Nieuw succes
In 1985 begon een nieuwe fase in de geschiedenis van DSC. Het eerste team werd kampioen van de promotieklasse van de HSB.
In 1986 werd het 90-jarig jubileum van de club gevierd met onder meer een causerie van Jan Timman en een aparte kloksimultaan van dezelfde speler.
De euforie bereikte nog grotere hoogten in 1987 toen het eerste team wederom promoveerde, nu naar de eerste klasse van de KNSB. Het verblijf in de eerste klasse zou maar een jaar duren, maar aangezien in dat seizoen het tweede team promoveerde heeft DSC in 1989 voor het eerst in haar bestaan twee teams die landelijk spelen.
In 1988 was er wederom succes voor de jeugdafdeling. Lucien van Beek, op dat moment 9 jaar, werd Nederlands kampioen in zijn leeftijdsklasse.
In het begin van de jaren 90 verliet een aantal sterke spelers DSC. Het eerste team speelde daardoor niet meer om het kampioenschap in de tweede klasse.
In de jaren 1993-1996 waren er successen voor jeugdspelers van DSC. Marten Wortel werd 3 maal achtereen Open Nederlands kampioen tot en met 14 jaar, Lucien van Beek werd Nederlands kampioen tot en met 14 jaar en tot en met 16 jaar, en Meike Wortel werd Nederlands kampioene in de categorie tot en met 14 jaar.
In 1997 promoveerde DSC 1 weer naar de eerste klasse, waar het zich de daaropvolgende jaren handhaafde. Ook het tweede team keerde terug in de landelijke KNSB-competitie.

### 1999-2024: Denksportcentrum Sebastiaansbrug
Een nieuwe, ruimere speellocatie zorgde voor nieuwe mogelijkheden en initiatieven. De Grand Prix Rapid-cyclus is een van de activiteiten die een vaste plek hebben verworven. Deze open rapid-toernooien trekken ook belangstelling van buiten de vereniging. Daarnaast is er een snelschaaktoernooi en een kroegenschaaktoernooi op poten gezet en is er het landelijk bekende Meisjeskampioenschap. In de zomermaanden wordt een zomercompetitie gehouden.
Het eerste team van DSC speelt landelijk in de eerste klasse KNSB. In het seizoen 2001-2002 werd er met degradatie afgesloten, maar het volgende seizoen werd DSC overtuigend kampioen en keerde direct weer terug in de eerste klasse. Voor DSC 2 geldt dat ze al jaren meespelen in de top van de derde klasse KNSB. In de regionale competitie is DSC op alle niveaus vertegenwoordigd.
De jeugdafdeling van DSC is in deze jaren behoorlijk gegroeid en kent grote successen. Joram op den Kelder werd in 2003 open Nederlands kampioen in de B-categorie, en Jan-Pieter de Vries werd net geen Nederlands kampioen tot en met 12; hij verloor de barragewedstrijd. Joost Michielsen werd in 2005 Nederlands Kampioen tot en met 20. In 2006 werd hij opgevolgd door een nieuw Nederlands Kampioen tot en met 20 uit DSC-gelederen: Chiel van Oosterom. Vanwege verbouwingsplannen van de huurbaas kwam er in 2024 een einde aan de speellocatie bij het Denksportcentrum bij de Sebastiaansbrug. Op maandag 26 augustus 2024 was de laatste samenkomst van DSC op de locatie tijdens de jaarlijkse ALV.

### 2024-Heden: Het centrum in
Twee jaar lang heeft DSC naar een nieuwe speellocatie moeten zoeken. Veel opties kwamen voorbij, uiteindelijk viel de keus van DSC op een speellocatie in hartje centrum Delft, bij de Koornmarkt. De verhuizing naar de nieuwe speellocatie vond plaats op 11 oktober 2024. Op 11 januari 2025 werd de nieuwe locatie officieel geopend, waarbij ook nog de naam van de nieuwe speellocatie onthuld werd; "Delfts Schaak Centrum". De twee ruimtes van de nieuwe locatie heten nu de "Koningszaal" en "Pionkamer" voor de grote en kleine kamer respectievelijk.

## Weekendtoernooi
Sinds 2008 organiseert DSC het OGD Prinsenstad-toernooi.

## Bekende (ex-)leden
- Jan Timman
- Ton Timman
- Lucien van Beek
- Marten Wortel
- Chiel van Oosterom
- Joost Michielsen
- Anish Giri